# Клаудины
Клаудины (лат. Cloudina) — род организмов эдиакарской биоты из семейства Cloudinidae, вымерших в начале кембрийского периода. Назван в честь геолога и палеонтолога XX века Престона Клауда.

## Описание

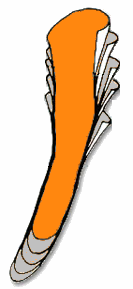
Реконструкция внутреннего строения 2016 года

Найденные окаменелости представляют собой цепочку вставленных друг в друга конических образований. Внешний вид живого организма неизвестен.

## Палеонтологическое значение
Клаудины входят в число руководящих ископаемых для верхнего эдиакария: совместная находка их с намакалатусом надёжно указывает именно на такой возраст пород. Время вымирания клаудин хорошо совпадает со временем короткого, но сильного падения концентрации углерода-13 на границе эдиакария и кембрия, 542,0 ± 0,3 млн лет назад.
Находки имеют широкий географический диапазон.

## Классификация
По данным сайта Paleobiology Database, на декабрь 2018 года в род включают 5 вымерших видов:
- Cloudina carinata Cortijo et al., 2010
- Cloudina hartmannae Germs, 1972typus [syn. Cloudina hartmanae Germs, 1972, , orth. var.]
- Cloudina lucianoi Beurlen & Sommer 1957
- Cloudina ningqiangensis Cai et al., 2017
- Cloudina xuanjiangpingensis Cai et al., 2017